# Gymnocrex
Genre
Gymnocrex est un genre d'oiseaux de la famille des Rallidae.

## Liste d'espèces
Selon la classification de référence du Congrès ornithologique international (version 2.8, 2011) :
- Gymnocrex rosenbergii (Schlegel, 1866) – Râle de Rosenberg
- Gymnocrex talaudensis Lambert, 1998 – Râle des Talaud
- Gymnocrex plumbeiventris (G.R. Gray, 1862) – Râle à ventre gris